# Вотфорд Сити (Северна Дакота)
Вотфорд Сити (енгл. Watford City) град је у америчкој савезној држави Северна Дакота.

## Демографија
По попису из 2010. године број становника је 1.744, што је 309 (21,5%) становника више него 2000. године.
| Група             | 2000.         | 2010.         |
| Белци             | 1.351 (94,1%) | 1.609 (92,3%) |
| Афроамериканци    | 3 (0,2%)      | 2 (0,1%)      |
| Азијати           | 1 (0,1%)      | 13 (0,7%)     |
| Хиспаноамериканци | 16 (1,1%)     | 33 (1,9%)     |
| Укупно            | 1.435         | 1.744         |